# Diocesi di Muzia
La diocesi di Muzia (in latino Dioecesis Mutiensis) è una sede soppressa e sede titolare della Chiesa cattolica.

## Storia
Muzia, identificabile con Henchir-El-Gheria, Henchir-Furna nell'odierna Tunisia, è un'antica sede episcopale della provincia romana di Bizacena.
Un solo vescovo è conosciuto di Muzia, Latino, che partecipò al concilio di Cabarsussi, tenuto nel 393 dai massimianisti, setta dissidente dei Donatisti, e ne firmò la lettera sinodale, giunta fino a noi grazie a sant'Agostino. I massimianisti sostenevano la candidatura di Massimiano sulla sede di Cartagine, contro quella di Primiano.
Dal 1933 Muzia è annoverata tra le sedi vescovili titolari della Chiesa cattolica; dal 23 luglio 2015 il vescovo titolare è John Moon Hee Jong, vescovo ausiliare di Suwon.

## Cronotassi

### Vescovi
- Latino † (menzionato nel 393)

### Vescovi titolari
- José Guerra Campos † (15 giugno 1964 - 13 aprile 1973 nominato vescovo di Cuenca)
- Rafael Bellido Caro † (29 novembre 1973 - 3 marzo 1980 nominato vescovo di Jerez de la Frontera)
- Alfredo Noriega Arce, S.I. † (26 aprile 1980 - 26 giugno 1993 deceduto)
- Jésus Rocha † (1º dicembre 1993 - 20 ottobre 2004 nominato vescovo di Oliveira)
- Edson de Castro Homem (16 febbraio 2005 - 6 maggio 2015 nominato vescovo di Iguatu)
- John Moon Hee Jong, dal 23 luglio 2015